# Pacatus (fazekas)
Pacatus aquincumi fazekas volt, az ő műhelye volt az egyetlen, ami Pannóniában luxuskerámiát (úgynevezett terra sigillata) állított elő. Működését a 2. század közepe tájára, Hadrianus és Antoninus Pius uralkodásának idejére teszik (117-138, illetve 138-161). Elődje még a légióstábor fazekasműhelyében dolgozott. Pacatus elsősorban dél-galliai edényformákat és motívumokat használt, termékei Pannónia déli részébe és Dacia provinciába is eljutottak. Tanítványa és utódja a műhelyben Provincialis volt.